# Alberto Valentini
Alberto Aldo Valentini González (Valparaíso, 1938. november 25. – Santiago, 2009. október 25.) chilei válogatott labdarúgó.

## Pályafutása

### A válogatottban
1960 és 1966 között 19 alkalommal szerepelt a chilei válogatottban. Részt vett az 1966-os világbajnokságon.

## Sikerei, díjai
Santiago Wanderers
- Chilei bajnok (1): 1958
- Chilei kupa (2): 1959, 1961

Colo-Colo
- Chilei bajnok (2): 1970, 1972